# Dorpsstraat 121 (Nieuwe Niedorp)
Het pand aan de Dorpsstraat 121 is een rijksmonument uit Nieuwe Niedorp. Rond 1912 zat er een wagenmakerij gevestigd.  De oude werkplaats is eind 17e of begin 18e eeuw gebouwd. Voorin bevindt zich een authentieke boet. De woning is gebouwd in oud-Hollandse stijl.

## Beschrijving
De benedenverdieping van het woonhuis is uitgerust met zesruitige schuifvensters.
De houten topgevel is voorzien van windveren en makelaar met opengewerkt bolmotief. 